# Sör-Lingan
Sör-Lingan är en sjö i Falu kommun i Dalarna och ingår i Dalälvens huvudavrinningsområde. Sjön har en area på 0,831 kvadratkilometer och ligger 140,4 meter över havet. Sjön avvattnas av vattendraget Lillälven (Tängerströmmen).

## Delavrinningsområde
Sör-Lingan ingår i det delavrinningsområde (674057-150199) som SMHI kallar för Utloppet av Sör-Lingan. Medelhöjden är 205 meter över havet och ytan är 10,66 kvadratkilometer. Räknas de 130 avrinningsområdena uppströms in blir den ackumulerade arean 1 545,31 kvadratkilometer. Lillälven (Tängerströmmen) som avvattnar avrinningsområdet har biflödesordning 2, vilket innebär att vattnet flödar genom totalt 2 vattendrag innan det når havet efter 250 kilometer. Avrinningsområdet består mestadels av skog (72 procent). Avrinningsområdet har 0,8 kvadratkilometer vattenytor vilket ger det en sjöprocent på 7,5 procent. Bebyggelsen i området täcker en yta av 0,18 kvadratkilometer eller 2 procent av avrinningsområdet.